# Tiburones Rojos de Veracruz
A Tiburones Rojos de Veracruz (nevének jelentése: Veracruzi Vörös Cápák) a mexikói első osztályú labdarúgó-bajnokság egyik csapata volt. Az 1943-ban alapított együttes kétszeres bajnok és kétszeres kupagyőztes. Otthona Veracruz állam Veracruz nevű városa.

## Története

### Sikerek és megszűnés
Bár a labdarúgás korábban is jelen volt Veracruz életében, 1941-től nem működött futballklub a városban. 1943 áprilisában határozta el néhány helyi lakos, köztük Agustín és Joaquín García, valamint Gregorio Fernández, hogy megalapítják a Deportivo Veracruz együttesét. Hivatalosan júniusban lett bejegyezve a klub. Első pályájuk a baseballpályának épült Campo Deportivo Veracruzano volt, melyen az Águila de Veracruz csapatával osztoztak.
A Manuel Seyde által Tiburonej Rojosnak, azaz Vörös Cápáknak elkeresztelt együttes egy 1–6-os, Atlante elleni vereséggel kezdte meg szereplését az 1943-as kupában, történetük első gólját Manuel Rodríguez Angues lőtte. Első bajnoki meccsükre 1943. október 17-én került sor, ekkor a Marte ellen értek el egy 3–3-as döntetlent. Első győzelmüket november 7-én aratták: az Atlantét győzték le 1–0-ra.
Az 1945–1946-os idényben óriási sikert értek el: 18 meccses veretlenségi sorozattal, 105–30-as gólkülönbséggel bajnokok lettek. A sikerek között szerepelt a Rayados de Monterrey 14–0-s legyőzése is, mely a professzionális mexikói labdarúgás történetének legnagyobb gólkülönbségű győzelme.
A kettővel ezutáni, 1947–1948-as idényben szerezték meg első és eddigi egyetlen kupagyőzelmüket, a döntőben a Guadalajarát legyőzve 3–1-re. Ezután megint két évet kellett várni a következő sikerre: 1950-ben másodszor is megnyerték a bajnokságot. Ebben az évben lett először a bajnokság gólkirálya veracruzi, méghozzá Julio Ayllón személyében, aki 30 gólt szerzett az idényben.
A sikeres korszak azonban azonnal véget ért: a hirtelen jelentkező pénzügyi problémák a csapat játékára is jócskán rányomták bélyegüket: 1951-ben a cápák kiestek a frissen megalakult másodosztályba, 1953-ban pedig a csapat ideiglenesen meg is szűnt.

### Újjáalakulások – megszűnések, kiesések – feljutások
Hosszú éveket kellett várni a feltámadásra: csak az 1961–1962-es idényre tudták a helyiek újra létrehozni a csapatot, mely ezúttal a másodosztályban kezdhette meg szereplését. 1964-ben az első osztályú csapatok számának növelésével nagy esély nyílt a feljutásra: ezt a cápák ki is használták, és hajszálon múlt ugyan, de visszakerültek a legmagasabb szintre. Ezután 15 évig szerepeltek az első osztályban, de sikereket nem értek el, 1979-ben pedig ismét visszacsúsztak a másodosztályba. Itt még 5 évet eltöltöttek, azonban 1984-ben ismét megszűnt a csapat.
1989-ben néhány helyi vállalkozó megvásárolta a frissen első osztályba jutott Potros Neza csapatát, és átköltöztették azt Veracruzba, így a Tiburones Rojos harmadszor is megalakult. Érdekes módon a hányattatott sorsú csapatnak óriási szurkolótábora alakult ki ebben az évben: a hazai meccseken a stadion mindig tömve volt, szurkolók százai arra is képesek voltak, hogy a stadionnál éjszakázzanak, hogy másnap minél előbb hozzájuthassanak jegyeikhez. Sőt, egy alkalommal idegenben is „megszállták” az ellenfél stadionját: az Estadio Azteca lelátóit mintegy 50 000 veracruzi szurkoló borította vörösbe az idény 36. játéknapján.
Hiába jelentkezett azonban a hatalmas lelkesedés: a csapat elég gyengén szerepelt. Igaz, 1992-ben történetük során először bejutottak a liguillába (a legjobb 8 csapat részvételével zajló rájátszásba, mely 1970 óta létezett), de ott a Necaxa rögtön búcsúztatta őket. 1995-ben bejutottak a kupa döntőjébe, de ott ismét a Necaxa győzedelmeskedett ellenük. 1998-ban pedig ismételten visszaestek a másodosztályba.
Számos tulajdonos- és edzőváltás után 2002-ben sikerült a visszajutás, sőt, 2004-ben az alapszakaszt is megnyerték, de a rájátszásban gyorsan kiestek. 2008-ban pedig negyedszer is másodosztályúvá váltak, és csak 2013-ban sikerült visszajutniuk az első osztályba, igaz, nem a pályán elért eredmény alapján: a feljutó a Reboceros de La Piedad lett volna, de ez a csapat megszűnt és átköltözött Veracruzba. A következő évek legnagyobb sikere a 2016-os Clausura szezon kupagyőzelme volt.
2019-ben a kiesés szélére sodródtak, mivel rendkívül gyenge játékuk mellett még pontlevonással is sújtották őket, így az együttható-táblázat utolsó helyén végeztek. Mivel azonban lehetőségük nyílt 120 millió peso befizetésével megváltani a bent maradást, így a következő szezontól 19 csapatosra bővülő első osztályú bajnokságnak továbbra is tagjai maradhattak. Az év végén azonban akkorára nőttek a pénzügyi problémák a csapat körül, hogy nem tudták vállalni a folytatást, a csapat ismét megszűnt.

## Bajnoki eredményei
A csapat első osztályú szereplése során az alábbi eredményeket érte el:

### A régi rendszerben
| Év        | Helyezés |
| --------- | -------- |
| 1943–1944 | 7. hely  |
| 1944–1945 | 8. hely  |
| 1945–1946 | Bajnok   |
| 1946–1947 | 3. hely  |
| 1947–1948 | 9. hely  |
| 1948–1949 | 10. hely |
| 1949–1950 | Bajnok   |
| 1950–1951 | 6. hely  |
| 1951–1952 | 12. hely |
| 1964–1965 | 10. hely |
| 1965–1966 | 11. hely |
| 1966–1967 | 14. hely |
| 1967–1968 | 3. hely  |
| 1968–1969 | 12. hely |
| 1969–1970 | 3. hely  |

### A rájátszásos rendszerben
| Év            | Alapszakasz-helyezés | Eredmény a rájátszásban |
| ------------- | -------------------- | ----------------------- |
| México 1970   | 12. hely             | 11. hely                |
| 1970–1971     | 10. hely             |                         |
| 1971–1972     | 15. hely             |                         |
| 1972–1973     | 12. hely             |                         |
| 1973–1974     | 17. hely             |                         |
| 1974–1975     | 15. hely             |                         |
| 1975–1976     | 17. hely             |                         |
| 1976–1977     | 14. hely             |                         |
| 1977–1978     | 16. hely             |                         |
| 1978–1979     | 20. hely             |                         |
| 1989–1990     | 15. hely             |                         |
| 1990–1991     | 9. hely              |                         |
| 1991–1992     | 8. hely              | Negyeddöntős            |
| 1992–1993     | 11. hely             |                         |
| 1993–1994     | 15. hely             |                         |
| 1994–1995     | 9. hely              |                         |
| 1995–1996     | 9. hely              | Elődöntős               |
| 1996 tél      | 13. hely             |                         |
| 1997 nyár     | 18. hely             |                         |
| 1997 tél      | 10. hely             |                         |
| 1998 nyár     | 18. hely             |                         |
| 2002 nyár     | 13. hely             |                         |
| 2002 Apertura | 18. hely             |                         |
| 2003 Clausura | 7. hely              | Elődöntős               |
| 2003 Apertura | 12. hely             |                         |
| 2004 Clausura | 20. hely             |                         |
| 2004 Apertura | 1. hely              | Negyeddöntős            |
| 2005 Clausura | 17. hely             |                         |
| 2005 Apertura | 18. hely             |                         |
| 2006 Clausura | 15. hely             |                         |
| 2006 Apertura | 9. hely              |                         |
| 2007 Clausura | 18. hely             |                         |
| 2007 Apertura | 13. hely             |                         |
| 2008 Clausura | 16. hely             |                         |
| 2013 Apertura | 12. hely             |                         |
| 2014 Clausura | 18. hely             |                         |
| 2014 Apertura | 17. hely             |                         |
| 2015 Clausura | 3. hely              | Negyeddöntős            |
| 2015 Apertura | 8. hely              | Negyeddöntős            |
| 2016 Clausura | 17. hely             |                         |
| 2016 Apertura | 17. hely             |                         |
| 2017 Clausura | 13. hely             |                         |
| 2017 Apertura | 17. hely             |                         |
| 2018 Clausura | 16. hely             |                         |
| 2018 Apertura | 18. hely             |                         |
| 2019 Clausura | 18. hely             |                         |
| 2019 Apertura | 19. hely             |                         |

## Stadion
A csapat hazai meccseit az Estadio Luis de la Fuente stadionban játssza, melynek alsó zónája 18 000, felső zónája 12 000 néző befogadására alkalmas. Az épületet 1968. március 19-én avatták fel. Névadója a csapat egykori legendás játékosa, Luis de la Fuente y Hoyos, akit „El Pirata”, azaz A Kalóz néven is ismernek.